# Coire
Coire (en allemand : Chur ; en romanche : Cuira ; en italien : Coira) est une commune et une ville suisse, chef-lieu du canton des Grisons et de la région de Plessur.
Coire se trouve sur la rive droite du Rhin alpin et est aussi le siège du diocèse de Coire.

## Géographie

### Situation
La ville de Coire est située dans la vallée du Rhin alpin, au point de rencontre des influences latines et germaniques (alémaniques).
Elle s'est construite, légèrement à l'écart du fleuve, sur un cône de déjection engendré par le torrent affluent de la Plessur.
La commune de Coire s'étend sur 54,24 km2. Lors du relevé de 2013-2018, les surfaces d'habitations et d'infrastructures représentaient 15,9 % de sa superficie, les surfaces agricoles 21,3 %, les surfaces boisées 54,8 % et les surfaces improductives 7,9 %.
| Pfäfers   | Untervaz                 | Trimmis |
| Felsberg  | Coire                    | Arosa   |
| Domat/Ems | Churwalden & Vaz/Obervaz | Arosa   |

### Climat
| Mois                                | jan. | fév. | mars | avril | mai  | juin | jui. | août | sep. | oct. | nov. | déc. | année |
| ----------------------------------- | ---- | ---- | ---- | ----- | ---- | ---- | ---- | ---- | ---- | ---- | ---- | ---- | ----- |
| Température minimale moyenne (°C)   | −3,9 | −2,4 | 0,4  | 3,4   | 7,2  | 10,2 | 12,1 | 11,8 | 9,3  | 5,3  | 0,3  | −3,3 | 4,2   |
| Température moyenne (°C)            | −0,5 | 1,3  | 4,8  | 8,3   | 12,7 | 15,6 | 17,7 | 16,9 | 14,2 | 9,7  | 3,9  | −0,1 | 8,7   |
| Température maximale moyenne (°C)   | 4,1  | 6,3  | 10,3 | 14    | 18,6 | 21,5 | 23,5 | 22,7 | 19,9 | 15,5 | 8,8  | 4,1  | 14,1  |
| Précipitations (mm)                 | 52   | 51   | 47   | 51    | 75   | 91   | 96   | 103  | 77   | 51   | 65   | 58   | 814   |
| Nombre de jours avec précipitations | 8    | 7    | 8    | 9     | 11   | 11   | 10   | 12   | 8    | 6    | 8    | 8    | 106   |

### Transports
- Autoroute A13 Sankt Margrethen - Bellinzone, sortie 16
- Ligne ferroviaire CFF Saint-Gall-Coire
- Lignes ferroviaires des Chemins de fer rhétique pour Davos, Arosa, Saint-Moritz et Disentis.

La gare CFF de Coire est également le départ de la route cycliste nationale appelée Route des Grisons qui conduit à Bellinzone.

## Histoire

Photo aérienne prise à 300 m par Walter Mittelholzer (1925).

L'établissement attesté le plus ancien remonte au Néolithique, vers 2500 av. J.-C.
À l'époque romaine, Coire (Curia) devint le chef-lieu de la Rhétie Première. À la fin du IVe siècle, Coire abrita un évêché. Au Ve siècle, la Rhétie (ou une partie) passa sous domination ostrogothique et Coire fut peut-être renommée Theodoricopolis, puis passa au royaume des Francs au VIe siècle. Sous Charlemagne, vers 800, la Coire rhétique devint partie du Saint-Empire[réf. souhaitée] . Avec l'arrivée de bourgeois venus des régions alémaniques et plus tard des Walser dans les vallées en-amont de Coire, la langue germanique fit son apparition dans une région jusque-là rhéto-romane.
L'histoire de Coire est dès le haut Moyen Âge liée à celle de la principauté épiscopale de Coire, puis du canton des Grisons, dont la ville devint le chef-lieu en entrant dans la Confédération suisse.
La ville connut un développement important avec l'aménagement des cols alpestres et la construction du chemin de fer.
Le 22 septembre 2024, les habitants approuvent à 76,16 % l’intégration de la commune voisine de Tschiertschen-Praden à leur territoire. De leur côté, les habitants de cette dernière avaient validé la fusion à 85 % le 16 juin 2024. Le changement prend effet le 1er janvier 2025.

## Jumelages
La ville de Coire est jumelée avec :
- Bad Homburg vor der Höhe (Allemagne) ;
- Cabourg (France) ;
- Mondorf-les-Bains (Luxembourg) ;
- Mayrhofen (Autriche) ;
- Terracina (Italie).

## Population et société

### Démographie

#### Évolution de la population
La commune compte 39 242 habitants au 31 décembre 2023 pour une densité de population de 723 hab/km2. Sur la période 2010-2019, sa population a augmenté de 5,2 % (canton : 3,3 % ; Suisse : 9,4 %). Au 31 décembre 2021, l’agglomération de Coire compte 61 456 habitants. 

#### Pyramide des âges
En 2023, le taux de personnes de moins de 30 ans s'élève à 29,1 %, au-dessus de la valeur cantonale (28,2 %). Le taux de personnes de plus de 60 ans est quant à lui de 28,7 %, alors qu'il est de 30,6 % au niveau cantonal.
La même année, la commune compte 19 026 hommes pour 19 923 femmes, soit un taux de 48,8 % d'hommes, inférieur à celui du canton (50,2 %).
| Hommes | Classe d’âge | Femmes |
| ------ | ------------ | ------ |
| 0,8    | 90 ans ou +  | 1,6    |
| 8,6    | 75 à 89 ans  | 11,7   |
| 16,9   | 60 à 74 ans  | 17,8   |
| 20,7   | 45 à 59 ans  | 20,2   |
| 22,6   | 30 à 44 ans  | 20,8   |
| 17,4   | 15 à 29 ans  | 15,8   |
| 13,0   | - de 14 ans  | 12,0   |

| Hommes | Classe d’âge | Femmes |
| ------ | ------------ | ------ |
| 0,7    | 90 ans ou +  | 1,5    |
| 9,0    | 75 à 89 ans  | 11,1   |
| 19,1   | 60 à 74 ans  | 19,7   |
| 21,9   | 45 à 59 ans  | 21,3   |
| 20,0   | 30 à 44 ans  | 19,3   |
| 15,8   | 15 à 29 ans  | 14,5   |
| 13,4   | - de 14 ans  | 12,6   |

### Écoles
- Haute école pédagogique de Coire
- Haute école spécialisée de Coire

### Religion
- Diocèse de Coire
- Cathédrale de Coire

### Sports
- HC Coire
- Marathon des Grisons

### Médias
- Bündner Tagblatt[8]
- Radio Grischa, radio régionale
- La Quotidiana, seul quotidien en romanche des Grisons.

## Culture et patrimoine

### Héraldique
| Blason | Blasonnement : D'argent au château de gueules sommé de trois tours crénelées, ajouré et maçonné de sable, une grand voûte au milieu et, dans celle-ci, un bouquetin saillant de sable, vilené et lampassé du deuxième. |

### Monuments et curiosités
- Musée d’art des Grisons
- Cathédrale Notre-Dame-de-l’Assomption, édifiée aux XIIe et XIIIe siècles.
- Chapelle Saint-Laurent, construite en 1464
- Musée rhétique (Rätische Museum)
- Église paroissiale réformée Sainte-Régula, reconstruite vers 1494-1500
- Ancienne église conventuelle Saint-Lucius
- Monument aux soldats allemands internés à Coire durant la Première Guerre mondiale. Ce témoignage, seule relique monumentale du nazisme connue en Suisse, se trouve au cimetière municipal de Daleu à Coire. Le bloc de granit a été sculpté en 1938 à l’initiative de l’association du Volksbund Deutsche Kriegsgräberfürsorge. La stèle est gravée de 58 noms[10].

### Personnalités
- Simeon Bavier (1825-1896), conseiller fédéral
- Josias Braun-Blanquet (1884-1980), botaniste
- Ralph Bundi (1978-), joueur de hockey
- Mario Frick (1974-), footballeur
- Hans Ruedi Giger (1940-2014), artiste peintre, sculpteur, designer
- Tendol Gyalzur (1951-2020), humanitaire tibéto-suisse
- Kurt Huber (1893-1943), résistant allemand
- Mauro Jörg (1990-), joueur de hockey
- Angelica Kauffmann (1741-1807), peintre
- Daniel Mahrer (1962-), skieur
- Toya Maissen (1939-1991), journaliste
- Ernst Marischka, réalisateur
- Dominic Meier (1976-), joueur de hockey
- Nino Niederreiter (1992-), joueur de hockey
- Valerio Olgiati (1958-), architecte
- Clara Ragaz (1874-1957), féministe et pacifiste
- Giorgio Rocca (1975-), skieur
- Stefan Roos (1972-), chanteur
- Meinrad Schütter (1910-2006), compositeur
- Gian Simmen (1977-), snowboarder
- Nadine Vinzens (1983-), Miss Suisse 2002